# Poecilasthena sthenommata
Poecilasthena sthenommata är en fjärilsart som beskrevs av Turner 1922. Poecilasthena sthenommata ingår i släktet Poecilasthena och familjen mätare. Inga underarter finns listade i Catalogue of Life.